# Nová Ves (ort i Tjeckien, Karlovy Vary)
Nová Ves är en ort i Tjeckien.   Den ligger i regionen Karlovy Vary, i den västra delen av landet, 120 km väster om huvudstaden Prag. Nová Ves ligger 739 meter över havet och antalet invånare är 269.
Terrängen runt Nová Ves är kuperad norrut, men söderut är den platt. Runt Nová Ves är det ganska glesbefolkat, med 25 invånare per kvadratkilometer. Närmaste större samhälle är Karlovy Vary, 17,9 km norr om Nová Ves. I omgivningarna runt Nová Ves växer i huvudsak blandskog.